# 燕趙園
燕趙園（日语：／ Enchō en */?），是日本鳥取縣湯梨濱町以中國皇家園林為主軸的主題樂園，它是日本最大的中式庭園。園區設施的一部份作為道之驛燕趙園營運。

## 興建與維護
作為鳥取縣與中華人民共和國河北省締結姐妹省州的象徵，1991年鳥取縣花費25億日圓興建燕趙園，並於1995年完成。河北省乃燕趙故地，園林因而得名。燕趙園處於山陰八景之一──東鄉池南畔，園林借景東鄉池，幅員一萬平方公尺。園內建物的材料來自中國，在預先試建後，運送至日本，在中國技師的監督下建造 。
然而，這些來自中國的紅陶瓦無法承受冬季凍裂的問題，所有設施都必須進行修葺。2001年投入數億日圓將門、迴廊、主要建物的屋頂換上日本產的瓦片，2006年投入8300萬日圓修繕販賣部與涼亭的屋頂，2010年廁所的屋頂花費超過5700萬日圓，被批評不合常理、浪費公帑。

## 園區介紹
- 燕趙園28景
  - 第1景──燕趙門
  - 第2景──影壁
  - 第3景──華夏堂
  - 第4景──西配殿
  - 第5景──東配殿
  - 第6景──長廊
  - 第7景──四面荷風榭
  - 第8景──荷池
  - 第9景──東垂花門
  - 第10景──三景軒
  - 第11景──知春亭
  - 第12景──迎水坊
  - 第13景──七星橋
  - 第14景──魚背橋
  - 第15景──天湖
  - 第16景──臥龍廊
  - 第17景──一覽亭
  - 第18景──眺池亭
  - 第19景──天地山
  - 第20景──飛雲瀑
  - 第21景──別有洞天
  - 第22景──西垂花門
  - 第23景──梧竹幽園
  - 第24景──聽雨軒
  - 第25景──陰陽廊
  - 第26景──盆景山水
  - 第27景──松石影壁
  - 第28景──百花圃
- 集粹館 - 中國陶瓷書畫展覽、中國雜技表演每日3次（9:30〜 13:30〜 15:00〜）
- 孔子、孟子、孫子像
- 西王母與八仙
- 屋台（舉辦活動期間）

## 延伸區域
燕趙園西邊的區域免費，於1998年開放。
- 金山嶺橋：模仿萬里長城樓閣興建的石造人行陸橋，跨越鳥取縣道29號，是燕趙園最大的建築物。附設無障礙電梯。
- 遊湖步道：設計模仿萬里長城
- 貓熊樂園：內有貓熊石像的樂園。
- 輕食、喫茶燕趙園
- 道之驛燕趙園

## 活動
- 中華角色扮演大會：2006年開始舉辦[7]。
- 燕趙園祭：於10月上旬舉行，包含中國舞獅、中華角色扮演亞洲大會、中華服裝競賽等等。

## 道之驛燕趙園

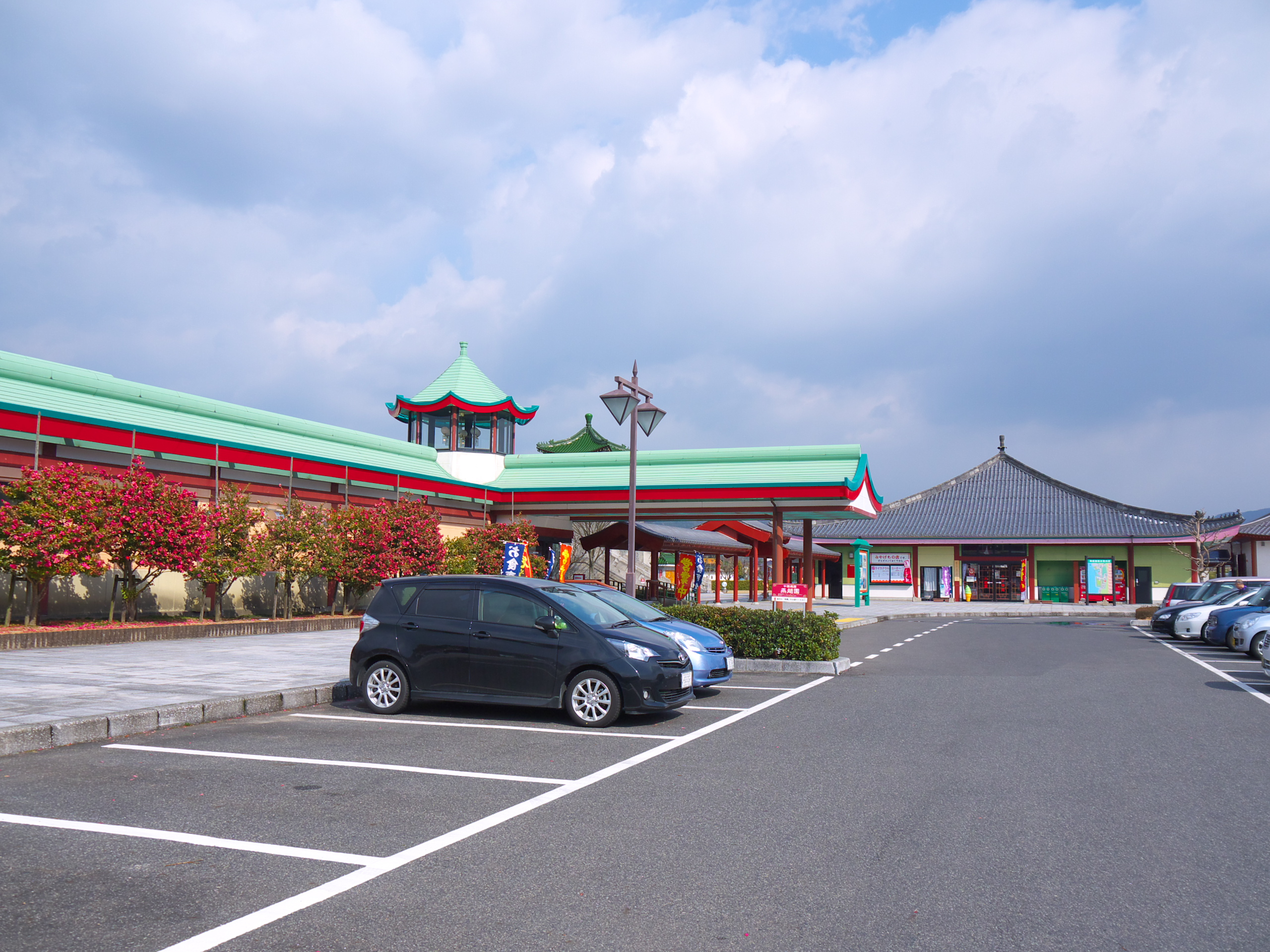
道之驛燕趙園

2011年4月23日起，餐廳、販賣部做為道之驛燕趙園使用，服務鳥取縣道22號倉吉青谷線。也包含停車場、廁所、自動販賣機、資訊服務台、公共電話和休息區。營運時間從9時至17時。

## 交通

### 道路
- 鳥取縣道22號倉吉青谷線：道之驛登錄路線
- 鳥取縣道29號三朝東鄉線

### 大眾運輸
- 山陰本線松崎車站：距離燕趙園最近的車站，步行約1公里，僅普通車、快速列车停靠
- 山陰本線倉吉車站：特急列車有停靠，距燕趙園約5公里，需轉乘前往。
- 三朝溫泉、羽合溫泉直達螃蟹公車

## 周邊景點
- 東鄉溫泉
- 羽合溫泉（行車5分鐘）
- 倉吉公園廣場（行車10分鐘）
- 打吹玉川（行車15分鐘）

## 外部連結
- 燕趙園官方網站 （页面存档备份，存于）
- 國土交通省中國地方整備局 （页面存档备份，存于）